# Betty's Bandit
Betty's Bandit è un cortometraggio muto del 1912 diretto da Henry Otto. Di genere western, fu prodotto dalla Nestor Film Company di David Horsley. Aveva come interpreti Harry A. Pollard, Lloyd Ingraham (in uno dei primissimi film della sua lunghissima carriera), lo stesso regista, Gertrude Claire, Margarita Fischer, William Clifford, Frank Rice.

## Trama
Jack Parsons trova lavoro nel ranch di Cole. Un giorno, incontra Betty Allen, una ragazza che abita lì vicino, molestata da Pete, il messicano. Dopo avere messo al suo posto l'uomo, riporta la giovane a casa. Poco tempo dopo, però, viene sorpreso da Pete: i due hanno uno scontro e Pete fugge, lasciando cadere a terra un pugnale con il quale è riuscito a ferire Jack. Questi si reca nella fattoria più vicina, quella del padre di Betty. La ragazza, che sta facendo il bucato, vede la ferita al braccio e gliela pulisce. Prima di lasciarla, Jack le regala il pugnale con il manico ingioiellato che ha raccolto dopo la fuga di Pete. Così, quando, il giorno seguente, il padre di Betty mostra alla figlia il bando per la cattura di un bandito che, durante una rapina, aveva infilato nella cintura un pugnale ingioiellato, lei non può credere che si tratti proprio del giovane e gentile cowboy che glielo ha regalato. Suo padre e due assistenti partono alla ricerca del bandito e, mentre lei va da Jack, cercando di convincerlo a scappare, la spedizione ha successo e Pete viene catturato. Portato il prigioniero alla fattoria, Allen avverte lo sceriffo. Quando Betty torna a casa, non capisce cosa stia succedendo. Intanto Jack, che l'ha seguita, fornirà la spiegazione del mistero del pugnale e Betty, finalmente si ricrederà sul suo conto.

## Produzione
Il film fu prodotto da David Horsley per la Nestor Film Company.

## Distribuzione
Distribuito negli Stati Uniti dall'Universal Film Manufacturing Company, il film - un cortometraggio in una bobina - uscì nelle sale cinematografiche il 21 ottobre 1912.